# Uwe Rösler
Pour les articles homonymes, voir Rösler.
Uwe Rösler, né le 15 novembre 1968 à Altenbourg (Allemagne de l'Est), est un footballeur allemand reconverti entraîneur.

## Biographie
Le 7 décembre 2013, il est nommé entraîneur de Wigan en remplacement d'Owen Coyle qui avait auparavant démissionné. Il dirige son premier match le 12 décembre 2013 à l'occasion de la Ligue Europa : Wigan s'incline 2-1 contre Maribor. Il mène ensuite l'équipe en demi-finale de la FA Cup : à Wembley, Wigan s'incline aux tirs au but face à Arsenal (1-1 a.p, 4-2 t.a.b.). Il est démis de ses fonctions en novembre 2014. 